# Pyrinia chrysops
Pyrinia chrysops är en fjärilsart som beskrevs av William James Kaye 1925. Pyrinia chrysops ingår i släktet Pyrinia och familjen mätare. Inga underarter finns listade.